# لاشتدت
لاشتدت (به آلمانی: Lahstedt) یک شهر در آلمان است که در Peine واقع شده‌است. لاشتدت ۹٬۹۸۵ نفر جمعیت دارد.